# Helmut Sitzmann
Helmut Sitzmann (* 15. Juli 1958 in Kaiserslautern) ist ein deutscher Chemiker und Hochschullehrer.

## Leben
Sitzmann studierte ab 1978 Chemie an der Technischen Universität Kaiserslautern. Er erhielt 1983 das Diplom und promovierte 1985 bei Otto J. Scherer mit einer Arbeit über Molybdaenkomplexe mit Px-Liganden.
Von 1986 bis 1987 war Sitzmann Postdoc beim späteren Nobelpreisträger Richard R. Schrock am Massachusetts Institute of Technology (MIT), wo er die metathetische Ringöffnungspolymerisation (ROMP) mit Wolfram-Alkylidenkomplexen als
Katalysator untersuchte. 1991 habilitierte sich Sitzmann mit einer Arbeit über mehrfach alkylierte Cyclopentadienyl-Liganden. Von 1992 bis 1995 war Sitzmann Privatdozent an der TU Kaiserslautern, 1994–1995 übernahm er eine Vertretungsprofessur an der Universität Würzburg. Seit 1998 ist Sitzmann außerplanmäßiger Professor am Fachbereich Chemie der damaligen TU Kaiserslautern, heute Rheinland-Pfälzische Technische Universität in Kaiserslautern. Sitzmann war 1999 Gastprofessor an der Universite de Bourgogne in Dijon, 2000, 2004 und 2004 Gastprofessor an der Seoul National University sowie 2011 und 2014 Gastprofessor an der Al-Farabi Kazakh National University.

## Wissenschaftliche Schwerpunkte
Sitzmanns wissenschaftliche Arbeiten beschäftigen sich mit der Komplexchemie sperriger Cyclopentadienylliganden sowie der Isolierung hochreaktiver Spezies, z. B. von Radikalen vom Typ [C5R5Fe(CO)2], (mit R = i-C3H7).

## Stipendium und Auszeichnungen
- 1986 “Preis des Freundeskreises” der Universität Kaiserslautern
- 1991 Heinz-Maier-Leibnitz-Preis für metallorganische Chemie
- 1992 ADUC-Preis für Habilitanden

## Veröffentlichungen
- Molybdänkomplexe mit Px-Liganden. Dissertationsschrift, Universität Kaiserslautern, 1985, 87S.[5]

- Mehrfach alkylierte Cyclopentadienyle als Komplexliganden. Habilitationsschrift, Universität Kaiserslautern, 1991[6]

## Ausgewählte Arbeiten
- D. Weismann, Y. Sun, Y. Lan, G. Wolmerhäuser, A. K. Powell, H. Sitzmann, High-spin cyclopentadienyl complexes, part 8. High-Spin Cyclopentadienyl Complexes: A Single-Molecule Magnet Based on the Aryl-Iron(II) Cyclopentadienyl Type, Chem. Eur. J. 2011, 17, 4700–4704.
- F. Weber, H. Sitzmann, M. Schultz, C. D. Sofield, R. A: Andersen,  Synthesis and Solid State Structures of Sterically Crowded d0-Metallocenes of Magnesium, Calcium, Strontium, Barium, Samarium, and Ytterbium, Organometallics, 2002, 21, 3139–3146.
- O. A. Gross, S. Lauk, C. Mueller, W. Gidt, Y. Sun, S. Demeshko, F. meyer, H. Sitzmann, Iron(II) High-Spin and Low-Spin Complexes from Pentaisopropylcyclopentadienyliron(II) Bis(trimethylsilyl)amide, Eur. J. Inorg. Chem. 2017, 3635–3643.